# Бархатнова, Алла Викторовна
Бархатнова Алла Викторовна (укр. Бархатнова Алла Вікторівна; род. 25 сентября 1973 с. Калинино, Орловская область, РФСФР, СССР) — депутат Народного Совета самопровозглашённой Донецкой Народной Республики первого созыва, фракции «Свободный Донбасс», секретарь комитета Народного Совета по внешней политике, международным связям, информационной политике и информационным технологиям 2014—2018 годах. Министр труда и социальной защиты Херсонской области. За поддержку «российского вторжения на Украину» и причастность к «депортации украинских детей» находится под санкциями 31 государства мира.

## Биография
Окончила школу в г. Дружковка, Донецкой области, Украинской ССР. Была членом ВЛКСМ.
Окончила «Всесоюзный научно-исследовательский институт автоматизации средств метрологии» в г. Лобня, Московской области, по специальности «Экономика и планирование в отраслях народного хозяйства». По окончании института занималась предпринимательской деятельностью.
В 2000—2006 гг. главный бухгалтер в ООО «Заречный» и ООО ПКП «Компол» в г. Дружковка
В 2006—2010 гг. заместитель директора по коммерческим вопросам ООО ПКП «Компол», с 2010 директор ООО «Техника для Ланив»
В 2010—2014 гг. частный предприниматель в сфере продажи сельскохозяйственной техники. После работала главным бухгалтером в ООО «Перспектива» и коммерческим директором в ООО «Славянские овощи».
В 2014 году с началом военных действий на Донбассе в составе «территориальной общины» г. Дружковки возглавляла работу по расселению беженцев из Славянска и Краматорска, оказывала помощь вынужденным переселенцам. Активно участвовала в организации и проведении референдума о самоопределении ДНР в г. Дружковке.
В 2014 году работала главным бухгалтером в Министерстве труда и социальной политики ДНР, продолжая волонтерскую деятельность по оказанию помощи вынужденным переселенцам. В ноябре 2014 года избрана депутатом Народного Совета Донецкой Народной Республики первого созыва от блока «Свободный Донбасс», член комитета Народного Совета по бюджету, финансам и экономической политике, Секретарь Комитета Народного Совета по внешней политике, международным связям, информационной политике и информационным технологиям.
В 2018 году отказалась поддержать добровольную военную службу для женщин в России, отказав девушкам из Тольятти (Россия) поддержать их в Верховном суде РФ конституционное право на равенство и личный выбор, предпринявших судебную попытку оспорить в суде женскую дискриминацию в отношении запрета замещения воинских должностей стрелка, снайпер, водитель, механик, танкист, назвав их вместе с юристом сумасшедшими.
С 2022 года министр труда и социальной политики военно-гражданской администрации Херсонской области.

## Санкции
26 апреля 2022 года, на фоне вторжения России на Украину, включена в санкционный список Канады «за соучастие в продолжающихся нарушениях суверенитета и территориальной целостности Украины со стороны российского режима». За участие в депортации украинских детей находится под санкциями Украины и Швейцарии.
23 февраля 2024 года Бархатнова внесена в санкционный список стран Евросоюза:

Она отвечает за контроль над интеграцией районов Херсонской области не подконтрольных Украине, в состав РФ путём реализации российских мер и инициатив в сфере социальной политики. Она также занималась вопросами незаконной депортации и перевоспитанием украинских детей, включая их депортацию в Россию.— «Официальный журнал Европейского союза», Брюссель, 23 февраля 2024 года
23 февраля 2024 года Бархатнова включена в блокирующий санкционный список США против «лиц причастных к насильственной передаче и депортации украинских детей в лагеря, способствующие идеологической обработке детей в России, Белоруссии и оккупированном Россией Крыму». Власти США отмечали что Бархатнова заявляла о том, что оккупационные власти Херсонской области работают над увеличением количества детей, которые отправляются «по путевкам» в «оздоровительные лагеря» в России.